# Gabriele Clemens (Historikerin)
Gabriele Clemens (* 6. Oktober 1953 in Aachen) ist eine deutsche Historikerin für europäische Geschichte.

## Leben und Wirken
Gabriele Clemens studierte Geschichte und Politikwissenschaft an der Universität Marburg und absolvierte dort das Erste Staatsexamen für das Lehramt an Gymnasien. Ferner studierte sie von 1977 bis 1979 Germanistik, was sei mit dem Ersten Staatsexamen – Erweiterungsprüfung für das Lehramt an Gymnasien abschloss. Im Jahr 1981 wurde Clemens in Marburg im Fach Geschichte mit der Dissertation Katholizismus und „nationaler Gedanke“ bei Martin Spahn promoviert. Clemens war von 1981 bis 1983 wissenschaftliche Angestellte und von 1983 bis 1991 Hochschulassistentin an der Universität Paderborn. Im Anschluss an ein Lise-Meitner-Habilitationsstipendium (1992/93) habilitierte sie sich 1994 an der Universität Marburg mit einer Arbeit über die britische Kulturpolitik von 1945 bis 1949. Clemens hatte von 1995 bis 1998 eine Lehrstuhlvertretung an der Universität Hamburg inne.
Von 1998 bis zu ihrer Emeritierung zum Ende des Sommersemesters 2019 war Clemens Inhaberin eines Jean-Monnet-Lehrstuhls für Europäische Integrationsgeschichte und Europastudien an der Universität Hamburg. Sie lehnte 1999 einen Ruf auf den Lehrstuhl für Zeitgeschichte an der Universität Klagenfurt ab.
Im Jahr 2011 wurde sie zum Ordentlichen Mitglied der Akademie der Wissenschaften in Hamburg gewählt, im April 2016 zum persönlichen Mitglied des Wissenschaftlichen Direktoriums des Instituts für Europäische Politik (IEP). Seit Oktober 2018 ist sie stellvertretende Vorsitzende dieses Direktoriums. Clemens war 2018/19 Visiting Fellow des Alcide De Gasperi Research Centre am Europäischen Hochschulinstitut in Florenz.
Zu ihren Forschungsschwerpunkten zählen Großbritannien und der europäische Einigungsprozess, die Geschichte des Europäischen Integrationsprozesses, die Geschichte Großbritanniens nach 1945, die Kulturpolitik, die Europäische Öffentlichkeitsarbeit sowie Europafilme. Zu ihren akademischen Schülern gehört Christoph Ploß.

## Schriften (Auswahl)
Monografien
- Martin Spahn und der Rechtskatholizismus in der Weimarer Republik (= Veröffentlichungen der Kommission für Zeitgeschichte. Reihe B, Forschungen. Bd. 37). Matthias-Grünewald-Verlag, Mainz 1983, ISBN 3-7867-1049-X (zugleich: Marburg, Universität, Dissertation, 1981: Katholizismus und „nationaler Gedanke“ bei Martin Spahn).
- Britische Kulturpolitik in Deutschland. 1945–1949. Literatur, Film, Musik und Theater (= Historische Mitteilungen. Beiheft 24). Steiner, Stuttgart 1997, ISBN 3-515-06830-9.
- „Erziehung zu anständiger Unterhaltung“. Das Theaterspiel in den katholischen Gesellen- und Arbeitervereinen im deutschen Kaiserreich (= Veröffentlichungen der Kommission für Zeitgeschichte. Reihe A, Bd. 46). Schöningh, Paderborn 2000.
- mit Alexander Reinfeldt, Gerhard Wille: Geschichte der europäischen Integration. Ein Lehrbuch (= UTB. Bd. 3097). Schöningh, Paderborn 2008, ISBN 978-3-8252-3097-5.
- mit Alexander Reinfeldt, Telse Rüter: Europäisierung von Außenpolitik? Die Europäische Politische Zusammenarbeit (EPZ) in den 1970er Jahren (= Veröffentlichungen der Historiker-Verbindungsgruppe bei der Kommission der Europäischen Gemeinschaften. Bd. 19). Nomos, Baden-Baden 2019, ISBN 978-3-8487-6049-7.

Herausgeberschaften
- Kulturpolitik im besetzten Deutschland 1945–1949 (= Historische Mitteilungen. Beiheft 10). Steiner, Stuttgart 1994, ISBN 3-515-06324-2.
- Die Integration der mittel- und osteuropäischen Staaten in die Europäische Union (= Osteuropa. Geschichte, Wirtschaft, Politik. Bd. 1). Lit, Münster u. a. 1999, ISBN 3-8258-4339-4.
- Nation und Europa. Studien zum internationalen Staatensystem im 19. und 20. Jahrhundert. Festschrift für Peter Krüger zum 65. Geburtstag. Steiner, Stuttgart 2001, ISBN 3-515-07790-1.
- Die Türkei und Europa (= Studien zur Neueren Europäischen Geschichte. Bd. 1). Lit, Hamburg u. a. 2007, ISBN 978-3-8258-0782-5.
- Werben für Europa. Die mediale Konstruktion europäischer Identität durch Europafilme. Schöningh, Paderborn 2016, ISBN 3-506-77795-5.
- The Quest for Europeanization. Interdisciplinary Perspectives on a Multiple Process (= Studien zur modernen Geschichte. Bd. 63). Steiner, Stuttgart 2017, ISBN 978-3-515-11636-7.